# Friedrich August Wilhelm Wenck
Pour les articles homonymes, voir Wenck.
Friedrich August Wilhelm Wenck (né le 4 septembre 1741 à Idstein ou 20 septembre 1741 à Darmstadt, mort le 15 juin 1810 à Leipzig) est un historien et professeur allemand.

## Biographie
Friedrich August Wilhelm Wenck naît le 4 septembre 1741 à Idstein (ou le 20 septembre 1741 à Darmstadt,). Il étudie de 1760 à 1763 à Erlangen.
Il enseigne à l’université de Leipzig en 1780.
Son ouvrage le plus célèbre est le Codex juris gentium recentissimi (3 vol. parus entre 1781 et 1795), recueil de traités entre Etats de la période 1735–1772, qui connut en son temps un excellent accueil des chancelleries. Il n’avait pas commencé la traduction de l’Histoire de la décadence et de la chute de l'Empire romain d’Edward Gibbon en 1779 et n'a pu s'appuyer d'abord que sur ses propres connaissances de l'Antiquité romaine. Son travail a été poursuivi par Karl Gottfried Schreiter (1756–1809), lequel n'a toutefois jamais approché de la précision de son devancier. Wenck a aussi composé sur l'histoire saxonne. En tant que professeur d'université, il lui était requis de participer à la censure ; il y manqua parfois et dut se justifier devant les autorités. Dans ses mémoires en défense, qui constituent l'un des rares témoignages sur le fonctionnement de la censure de l'époque, il déplore l'acharnement de la police contre divers journaux, tels l’Europäischer Aufseher (interdit à partir de 1806), ou l'unique journal de Leipzig, le Leipziger Zeitung.

## Œuvres
- Entwurf der Geschichte der Oesterreichischen und Preußischen Staaten, Leipzig, 1782 (Online)
- Progr. Illtium, de concessione Insignium in Impero Romano – Germanico, Leipzig, 1783
- E tubulatorium exemplariumque publica auctoritate editorum fide compositus, tome I : continens diplomata ab Anno 1735-43, Leipzig, 1781
- E tubulatorium exemplariumque publica auctoritate editorum fide compositus, tome II : ab Anno 1743-53, Leipzig, 1788
- Progr. Relatio de binis Codicibus epistolarum et legationum imeditarum Sigismundi I et Sigismundi II Augusti, Regum Poloniae, Leipzig, 1794
- Commentatio I de Henrico I, Misniae et Lusatiae Marchione, Leipzig, 1798
- Diss. I Historia Alberti II: Romanorum, Hungariae et Bohemiae regis, Austriae Ducis, Marchionis Moraviae, Leipzig, 1770